# Каламоихт
Каламоихт (лат. Erpetoichthys calabaricus) — вид хрящекостных рыб из монотипического рода Erpetoichthys семейства многопёровых. Объект аквариумистики.

## Описание
Длина тела составляет в среднем до 37 см, максимальная длина составляет до 90 см.

## Распространение
Вид распространён в Западной Африке. Ареал охватывает территорию от Бенина до Камеруна, при этом особенно часто вид встречается в дельте реки Нигер. Предпочитает пресноводные реки и озёра, но встречаются также и в солоноватых водоёмах.

## Образ жизни
Хищные рыбы активны в сумерки и ночью. Питаются мелкими животными, прежде всего, насекомыми и червями. Поиск пищи происходит при помощи органов обоняния, так как зрение у рыб очень слабое.